# Gölen (Kärda socken, Småland)
Gölen är en sjö i Värnamo kommun i Småland och ingår i Lagans huvudavrinningsområde.